# Coeliades forestan
Espèce
Coeliades forestan est un insecte lépidoptère de la famille des Hesperiidae, de la sous-famille des Coeliadinae et du genre Coeliades.

## Dénomination
Coeliades forestan a été décrit par Stoll en 1782 sous le nom de Papilio forestan.

### Noms vernaculaires
Il se nomme Striped Policeman en anglais.

### Sous-espèces
- Coeliades forestan forestan sur le continent africain.
- Coeliades forestan arbogastes (Guenee, 1863) à Madagascar et aux Mascareignes[1].

## Description
C'est un papillon au gros corps rayé brun et blanc, orange sur le dessous, et aux ailes de forme triangulaire caractéristique des Hesperiidae, de couleur marron clair avec sur le dessous des postérieures une large bande médiane blanche bien visible et sur le dessous la partie basale des postérieures le plus souvent cachée, de couleur orange.

### Chenille
La chenille est annelée de noir, orange et blanc avec une grosse tête orange.

## Biologie
Il vole toute l'année mais en plus grand nombre de septembre à avril.

### Plantes hôtes
Les plantes hôtes de sa chenille sont Canavalia maritima, Combretum bracteosum, Combretum apiculatum, Solanum auriculatum, Millettia sutherlandii, Quisqualis indica, Robinia pseudoacacia, Sphedamnocarpus rhamni, Terminalia catappa et Terminalia bentzoë,.

## Écologie et distribution
Coeliades forestan est présent dans tout le sud de l'Afrique, en particulier en Zambie, au Zimbabwe et au Botswana et Coeliades forestan arbogastes est présent à Madagascar, dans les Mascareignes (île Maurice, La Réunion et Rodrigues) et aux Seychelles,.

### Biotope
Il réside à basse altitude où poussent ses plantes hôtes.

### Protection
Coeliades forestan est noté LC sur la liste rouge des  rhopalocères de La Réunion.

## Philatélie
La république du Tchad a émis un timbre à son effigie en 2003.